# بيتسبورغ ريفرهوندز
بيتسبورغ ريفرهوندز (بالإنجليزية: Pittsburgh Riverhounds)‏ هو ناد كرة قدم احترافي أمريكي أسس في عام 1998 في مدينة بيتسبورغ بولاية بنسلفانيا الأمريكية، يلعب النادي على ملعب هايمارك.

## معرض صور

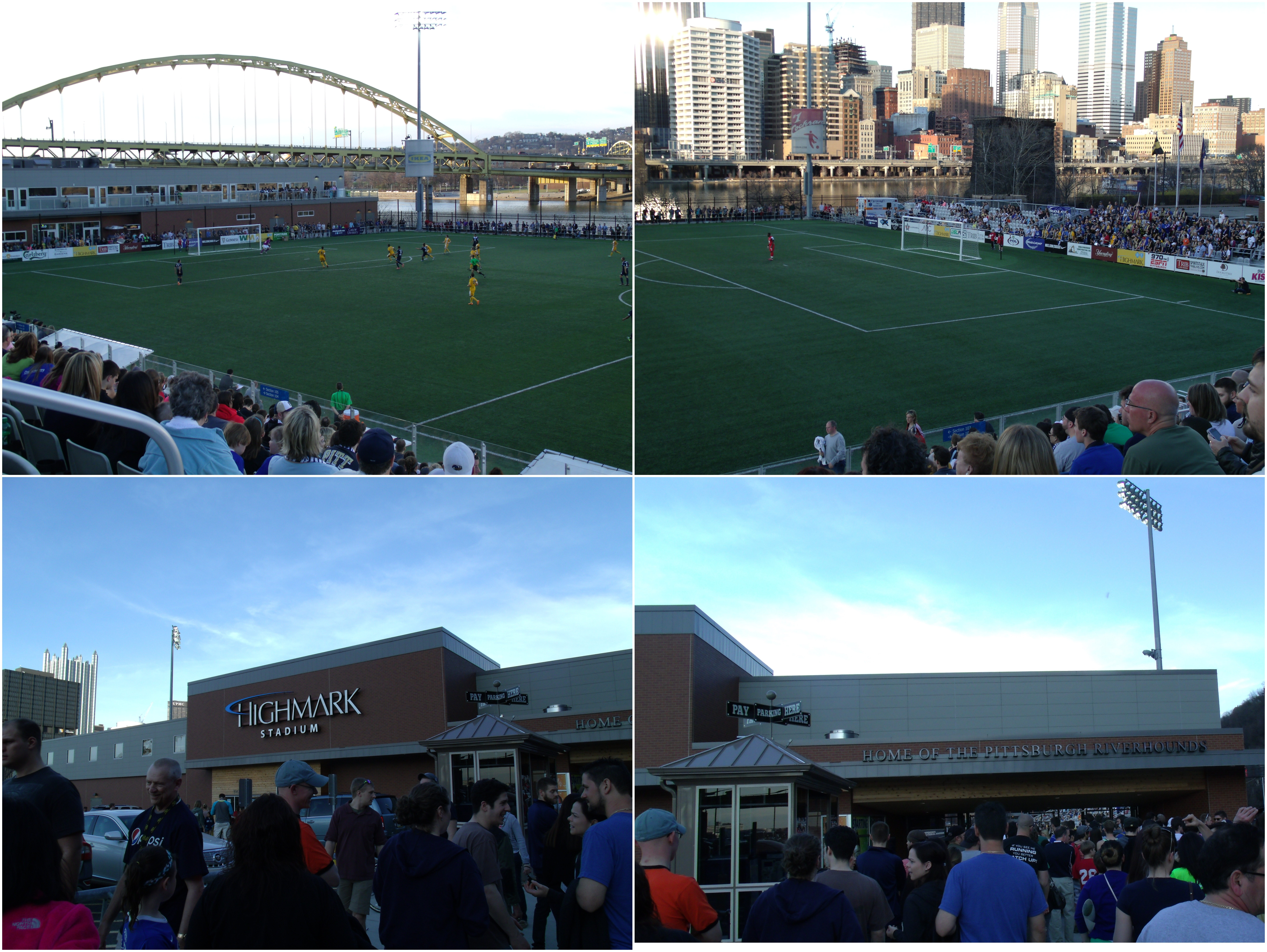
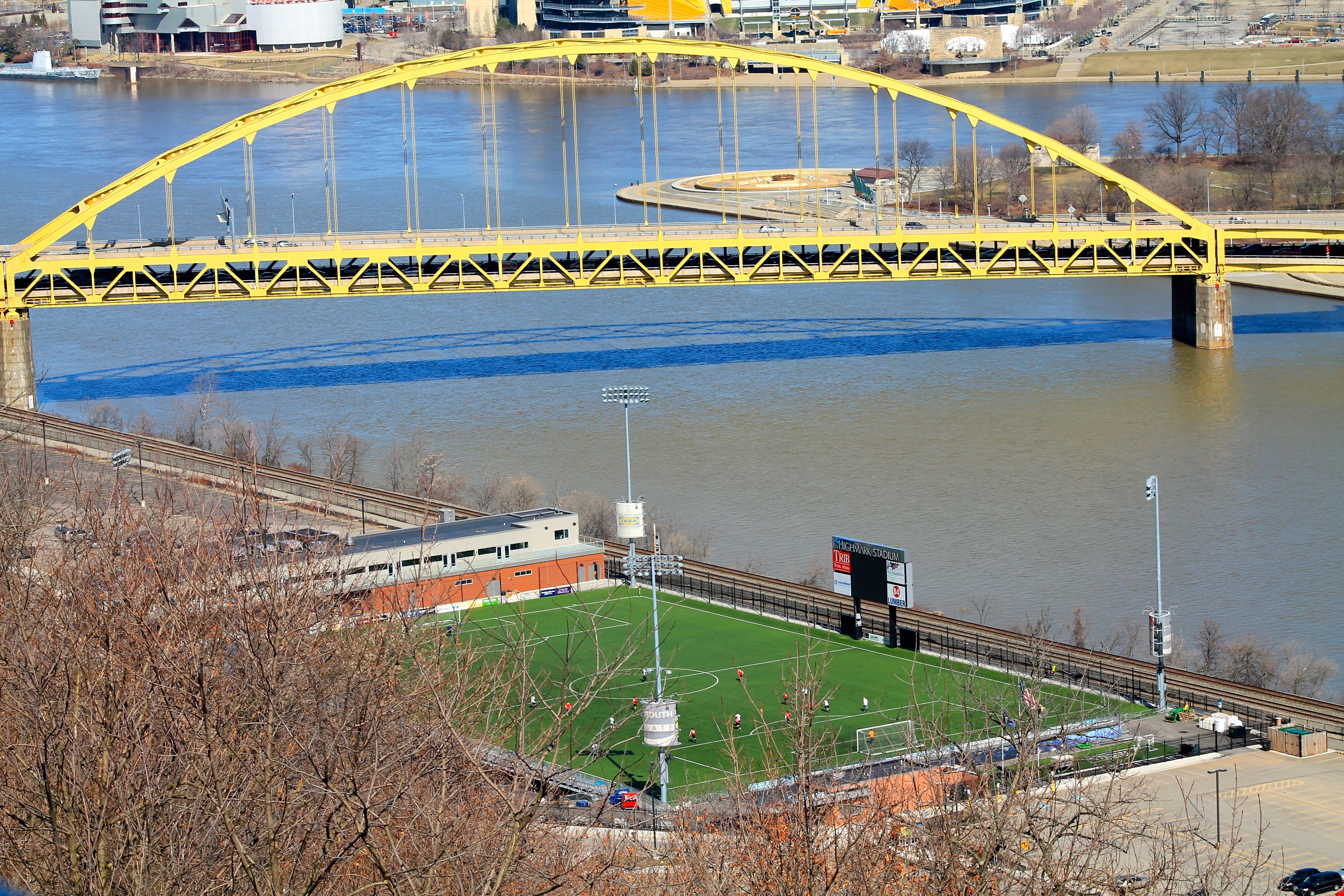
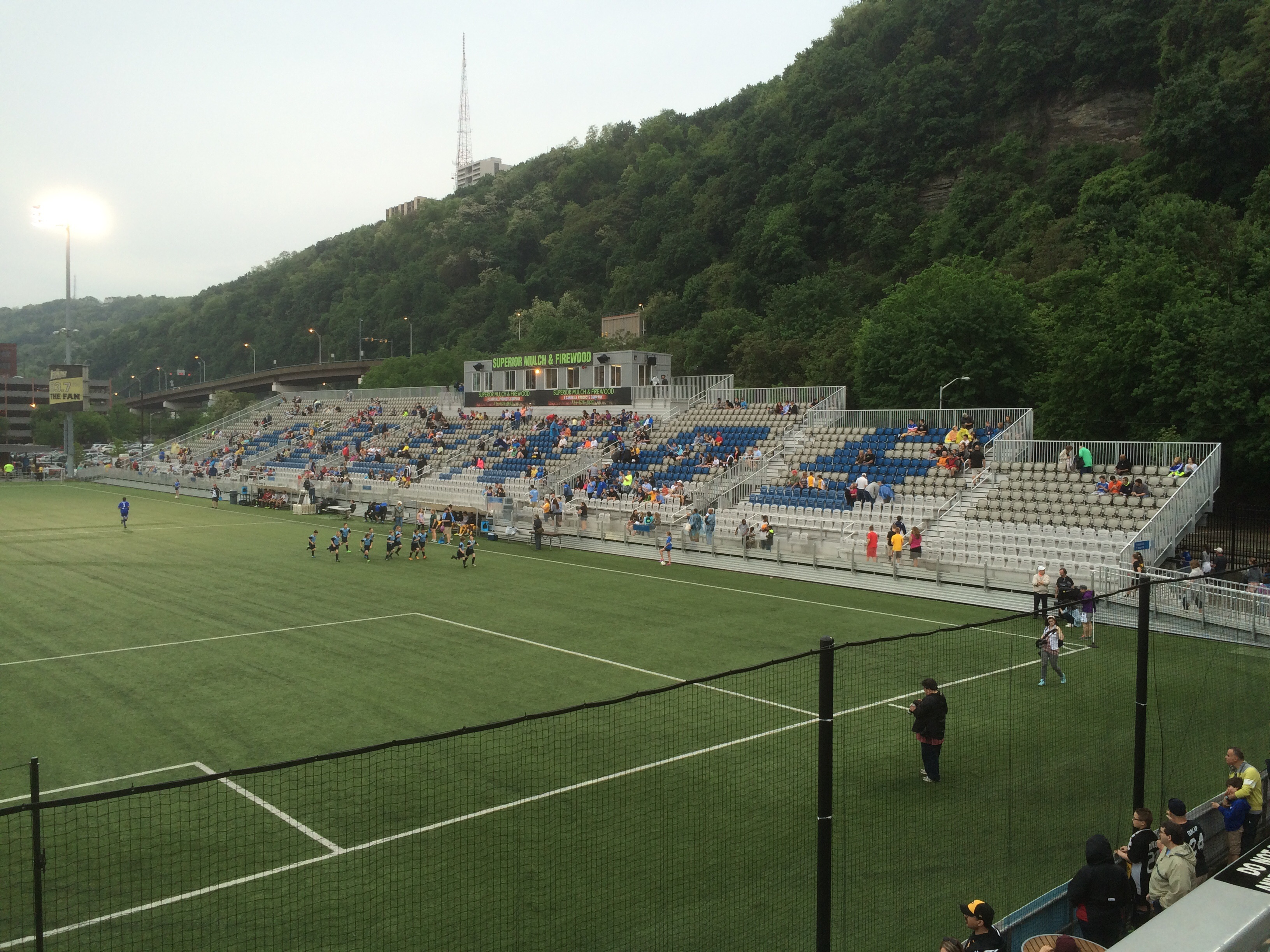